# Gonzalo Garavano
Gonzalo Garavano (Buenos Aires, Argentina, 26 de noviembre de 1982) es un exfutbolista argentino que jugaba como delantero.
Gonzalo es hermano del también futbolista Matías Garavano.

## Trayectoria

### Paolana
Silva debutó en Paolana, club de Calabria, en el año 2001. En el equipo calabrés jugó hasta el 2002. Tuvo una segunda etapa en el club, en el año 2004.

### Newells
En 2003 regresó a su país para sumarse a Newells, aunque su paso por la institución de Rosario fue breve.

### Ragusa
A mitad de 2003 volvió a Italia y se sumó a Ragusa, de Sicilia.

### Alianza
En 2005 se mudó a El Salvador, para jugar en Alianza. El paso de Garavano por el fútbol salvadoreño fue corto, ya que solamente jugó una mitad de año.

### Mineros de Guayana
En 2006 llegó a Mineros de Guayana. Estuvo en el equipo venezolano la primera parte del año.

### Coquimbo
A mediados de 2006 llegó a Coquimbo, donde permaneció hasta fin de año.

### Deportivo Italia
En 2007 volvió a Venezuela, para jugar en Deportivo Italia.

### Rampla
Luego de jugar en el fútbol venezolano, llegó a Rampla.

### Estrela Amadora
En 2008 regresó a Portugal, donde jugó en Estrela Amadora en 2008 y 2009.

### Portimonense
En el fútbol portugués también jugó en Portimonense, donde jugó desde 2009 hasta 2010.

### Cerro de Reyes
En 2010 tuvo su primer paso por el fútbol español, cuando jugó en Cerro de Reyes.

### Orihuela
En 2011 llegó a Orihuela, donde jugó hasta mitad de año y fue su último paso por el fútbol europeo.

### Atlético Tucumán
En el año 2011 volvió a Argentina, y se mudó a San Miguel de Tucumán, para vestir la camiseta de Atlético Tucumán. Garavano fue goleador de la Copa Argentina 2011/12 jugando para el decano.

### Nacional Potosí
En 2012 se trasladó a Bolivia para jugar en Nacional Potosí.

### Olmedo
A mediados de 2012 llegó a Olmedo, de Ecuador. En el equipo riobambeño jugó hasta el año 2013.

### Perlis
En el 2014 jugó para Perlis de Malasia. En el equipo asiático jugó un año.

### Sarmiento de Resistencia
En 2015 retornó a su país para jugar en Sarmiento de Resistencia. Aunque tuvo un paso breve por el club de Chaco, obtuvo un buen promedio de gol.

### Concepción
A mitad de 2015 se sumó a Concepción, donde jugó por un año.

### La Emilia
En 2016 vistió la camiseta de La Emilia.

### Chaco For Ever
En el año 2017 regresó a Resistencia, para jugar en el otro club del Clásico Chaqueño, Chaco For Ever.

### Gimnasia y Tiro
En 2018 pasó a Gimnasia y Tiro. En el equipo de Salta jugó durante un año.

### Deportivo Roca
En el año 2019 se sumó al último club de su carrera, Deportivo Roca.

## Clubes
| Club                     | País        |
| ------------------------ | ----------- |
| Paolana                  | Italia      |
| Newells                  | Argentina   |
| Ragusa                   | Italia      |
| Alianza                  | El Salvador |
| Mineros de Guayana       | Venezuela   |
| Coquimbo                 | Chile       |
| Deportivo Italia         | Venezuela   |
| Rampla                   | Uruguay     |
| Estrela Amadora          | Portugal    |
| Portimonense             | Portugal    |
| Cerro de Reyes           | España      |
| Orihuela                 | España      |
| Atlético Tucumán         | Argentina   |
| Nacional Potosí          | Bolivia     |
| Olmedo                   | Ecuador     |
| Perlis                   | Malasia     |
| Sarmiento de Resistencia | Argentina   |
| Concepción               | Argentina   |
| La Emilia                | Argentina   |
| Chaco For Ever           | Argentina   |
| Deportivo Roca           | Argentina   |